# Tonya Harding
Tonya Maxene Price, nata Harding (Portland, 12 novembre 1970), è un'ex pattinatrice artistica su ghiaccio ed ex pugile statunitense.
Nonostante un'infanzia difficile, e sebbene fosse sofferente d'asma (era anche un'accanita fumatrice), divenne una pattinatrice di livello internazionale. Fu la seconda donna, dopo la giapponese Midori Itō, a eseguire un triplo axel in una competizione ufficiale. È soprattutto nota al grande pubblico per il suo coinvolgimento nell'aggressione alla pattinatrice Nancy Kerrigan, avvenuta nel gennaio 1994, cui seguì uno scandalo a livello mondiale.

## Biografia
Atletica e potente, grande saltatrice, Harding non era tuttavia una pattinatrice particolarmente elegante; il suo punto debole, oltre all'interpretazione artistica, erano anche le figure obbligatorie (fino a quando, nel 1990, furono abolite).
Il 1991 fu il suo anno migliore. Ai campionati nazionali statunitensi eseguì il suo primo triplo axel, vincendo il titolo grazie al 6.0 ottenuto nel punteggio tecnico. Quell'anno (e in tutta la sua carriera) eseguì altre tre volte quel difficile salto: una volta ai Mondiali (dove arrivò seconda dietro a Kristi Yamaguchi) e due volte allo Skate America, in ottobre.
Nel 1992 incominciò la parabola discendente della sua carriera. Terza ai campionati nazionali, si classificò quarta ai XVI Giochi olimpici invernali, arrivando ad Albertville solo pochissimi giorni prima della gara e pattinando ancora sofferente per il jet-lag. Ai mondiali fu solo ottava.
Nel frattempo finì alla ribalta delle cronache per il suo forte temperamento (nel marzo 1992 minacciò un motociclista, con il quale stava avendo un alterco, con una mazza da baseball) e per il suo burrascoso matrimonio con il violento - quanto la madre di Tonya - Jeff Gillooly, da cui divorziò nel 1993.

### Il caso Kerrigan
Il 6 gennaio 1994, la pattinatrice Nancy Kerrigan fu aggredita dopo una sessione di allenamento ai campionati nazionali. Fu costretta a ritirarsi momentaneamente, e il titolo nazionale andò a Harding. Dalle indagini risultò che Jeff Gillooly, ex marito della Harding, con l'aiuto dell'amico Shawn Eckardt, aveva ingaggiato l'aggressore Shane Stant affinché colpisse la Kerrigan al ginocchio destro con un manganello. Disse di averlo fatto d'accordo con l'ex moglie per mettere fuori gioco la rivale in vista dei Giochi olimpici invernali.
Nei giorni successivi, gli inquirenti accertarono anche le responsabilità di Harding nell'agguato, la quale negò di esserne l'ideatrice, ma ammise di aver saputo che avrebbe avuto luogo. La federazione statunitense di pattinaggio avrebbe voluto toglierle il posto nella squadra olimpica, ma Harding minacciò una causa legale milionaria e poté quindi partecipare ai Giochi olimpici di Lillehammer.
Nel corso del suo programma libero, Harding fu ancora una volta sulla bocca di tutti: si presentò all'ultimo minuto, sbagliando completamente il primo salto della sua esibizione. Si avvicinò, in lacrime, alla postazione dei giudici, chiedendo di poter riprendere l'esercizio a causa di un laccio rotto di uno dei pattini. Al rientro pattinò in maniera ottimale, ma i giudici la punirono comunque, facendola classificare solamente all'ottavo posto, mentre la Kerrigan, che nel frattempo si era ripresa ed era stata ammessa a gareggiare, conquistò la medaglia d'argento dietro all'ucraina Oksana Bajul.
Nel marzo 1994, Harding accettò di pagare un'ingente multa di 160.000 dollari per evitare il processo, continuando a dichiarare la propria estraneità all'ideazione dell'aggressione. La federazione statunitense decise di revocarle il titolo nazionale appena vinto e bandirla a vita; anche il circuito ISU la dichiarò "persona non gradita". Ad aggiungere ulteriore clamore ci fu anche la diffusione da parte di Gillooly di un video hard girato con Tonya Harding in camera da letto.

#### Personaggi coinvolti
- Tonya Harding: l’allora pattinatrice negò sempre il coinvolgimento nella vicenda dell'aggressione alla Kerrigan, anche se ammise di aver sentito l'ex marito parlarne con Eckardt.
- Jeff Gillooly: già ex marito della Harding, i due ripresero a frequentarsi proprio a ridosso delle Olimpiadi. Gillooly venne condannato, come il principale ideatore dell'aggressione, a ventiquattro mesi di reclusione. Nel 1996 cambiò il suo nome in Jeff Stone.
- Shawn Eckardt: amico di Gillooly e accreditato come guardia del corpo della Harding, mise in contatto Gillooly con l'aggressore. Dipinto al processo come un mitomane bramoso di visibilità, venne condannato a diciotto mesi di reclusione. Una volta uscito cambiò anch'egli il suo nome diventando Brian Sean Griffith. Eckardt morì nel 2007 all'età di quarant'anni.
- Shane Stant: fu l'aggressore che colpì la Kerrigan durante un allenamento alla Tony Kent Arena. Dichiarò di aver ricevuto da Gillooly ed Eckardt circa seimila dollari.

### Dopo la squalifica
Dal 1994 Tonya Harding ha continuato a far parlare di sé per alcuni guai con la legge, per aver recitato in un film di scarso successo, Ultimo contratto (Breakaway) di Sean Dash (1996), aver registrato un disco e aver avviato, nel 2002, una carriera nella boxe professionistica femminile.

## Film biografico
Le vicende sono raccontate da un film, che si intitola Tonya (I, Tonya), il cui copione è stato scritto da Steve Rogers e nel quale Harding è interpretata da Margot Robbie.

## Palmarès
| Internazionali            | Internazionali | Internazionali | Internazionali | Internazionali | Internazionali | Internazionali | Internazionali | Internazionali | Internazionali |
| Evento                    | 1985-86        | 1986-87        | 1987-88        | 1988-89        | 1989-90        | 1990-91        | 1991-92        | 1992-93        | 1993-94        |
| ------------------------- | -------------- | -------------- | -------------- | -------------- | -------------- | -------------- | -------------- | -------------- | -------------- |
| Giochi olimpici invernali |                |                |                |                |                |                | 4°             |                | 8°             |
| Campionati mondiali       |                |                |                |                |                | 2°             | 6°             |                | R              |
| Skate America             |                | 2°             |                |                | 1°             |                | 1°             |                | 3°             |
| Skate Canada              |                |                |                |                |                |                |                | 4°             |                |
| Nations Cup               |                |                |                |                | 1°             |                |                |                |                |
| NHK Trophy                |                |                | 3°             |                |                | 2°             |                |                | 4°             |
| Prize of Moscow News      |                |                |                | 1°             |                |                |                |                |                |
| Nazionali                 |                |                |                |                |                |                |                |                |                |
| Campionati statunitensi   | 6°             | 5°             | 5°             | 3°             | 7°             | 1°             | 3°             | 4°             | 1°             |
| U.S. Olympic Festival     | 5°             | 3°             |                |                |                | 2°             |                |                |                |